# Folke Zettervall
Folke Zettervall est un architecte suédois et architecte en chef des chemins de fer suédois (Statens Järnvägar) entre 1895 et 1930 .

## Biographie
Zettervall est né à Lund, en Suède. Il était le fils de l'architecte Helgo Zettervall (1831-1907). Il a commencé ses études à Katedralskolan (Högre Allmänna Läroverket) à Uppsala et a poursuivi ses études à Copenhague au Collège technique de Copenhage (Københavns Tekniske Skole). Ensuite, il continue ses études en architecture à l'Académie royale des beaux-arts du Danemark (Kunst-Akademiets Arkitekturskole) de 1885 à 1888 .
Après avoir obtenu son diplôme, Zettervall obtint une licence d'architecte et travailla d'abord pour son père, chef du conseil chargé de l'administration des bâtiments publics (Överintendentsämbetet). 
En 1890, Adolf W. Edelsvärd (1824-1919) le recruta pour travailler au bureau d'architecture du système ferroviaire suédois, Statens Järnvägar. Lorsque Edelsvärd prit sa retraite en 1895, Zettervall devint d'abord architecte par intérim. En 1898, il devint l'architecte en chef du chemin de fer national jusqu'en 1931 .
Au cours de sa carrière, Zettervall a dessiné environ 260 bâtiments gares construites partout en Suède. Aussi, il avait plusieurs autres commandes, dont l'élaboration des plans de l'église de Suntak (Suntaks kyrka) à Tidaholm, les plans de l'ancien palais de justice de Krylbo (Krylbo tingshus) et aussi ceux de la mairie du comté de Sollefteå (Sollefteå tingshus) ,,.

Réalisations
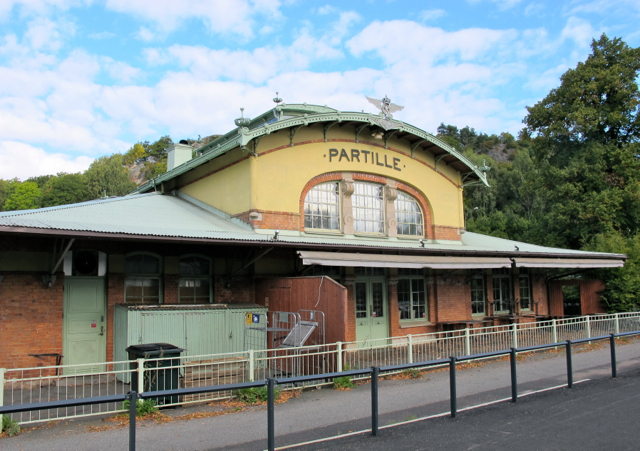
Gare de Partille
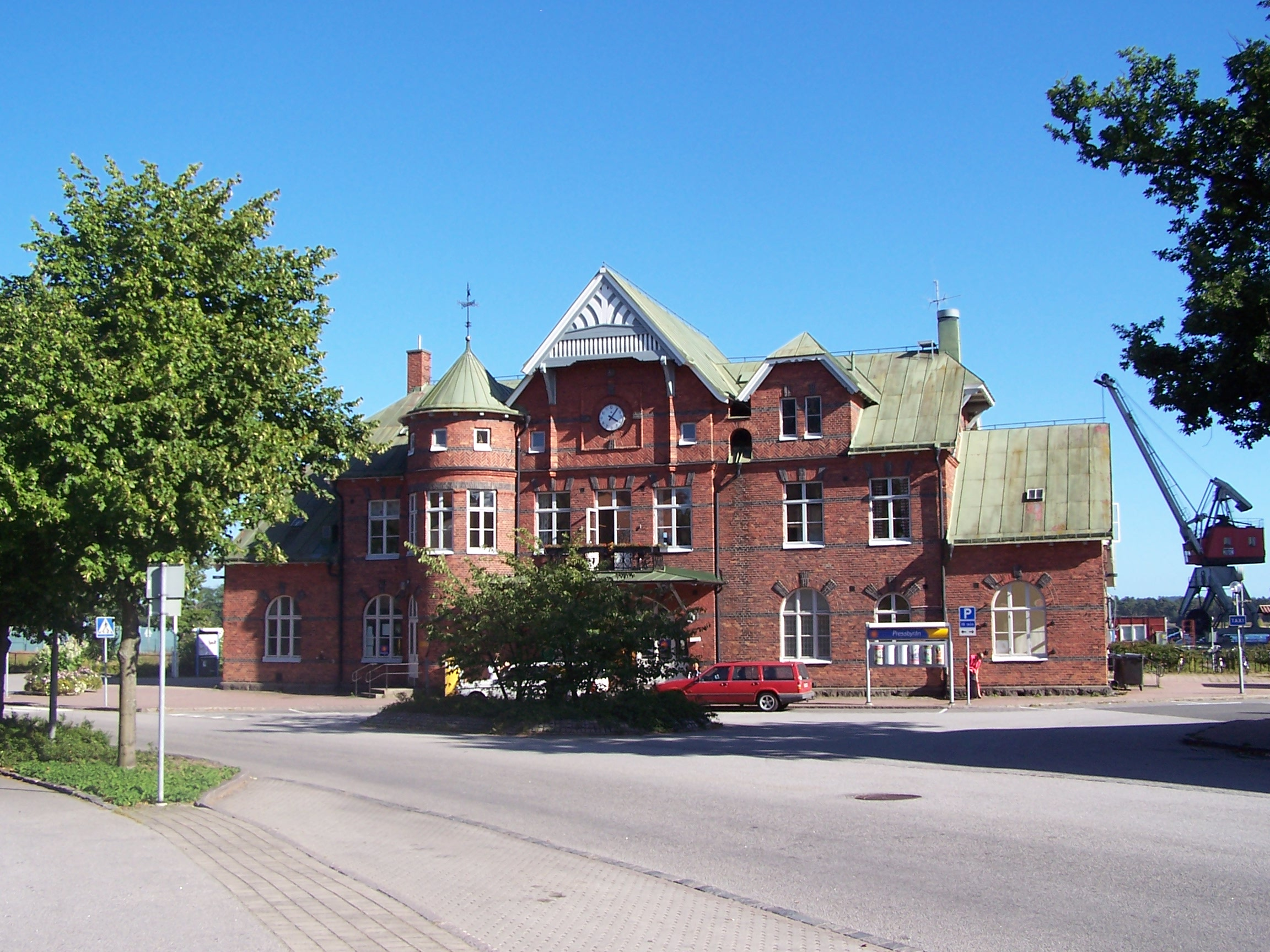
Gare de Sölvesborg
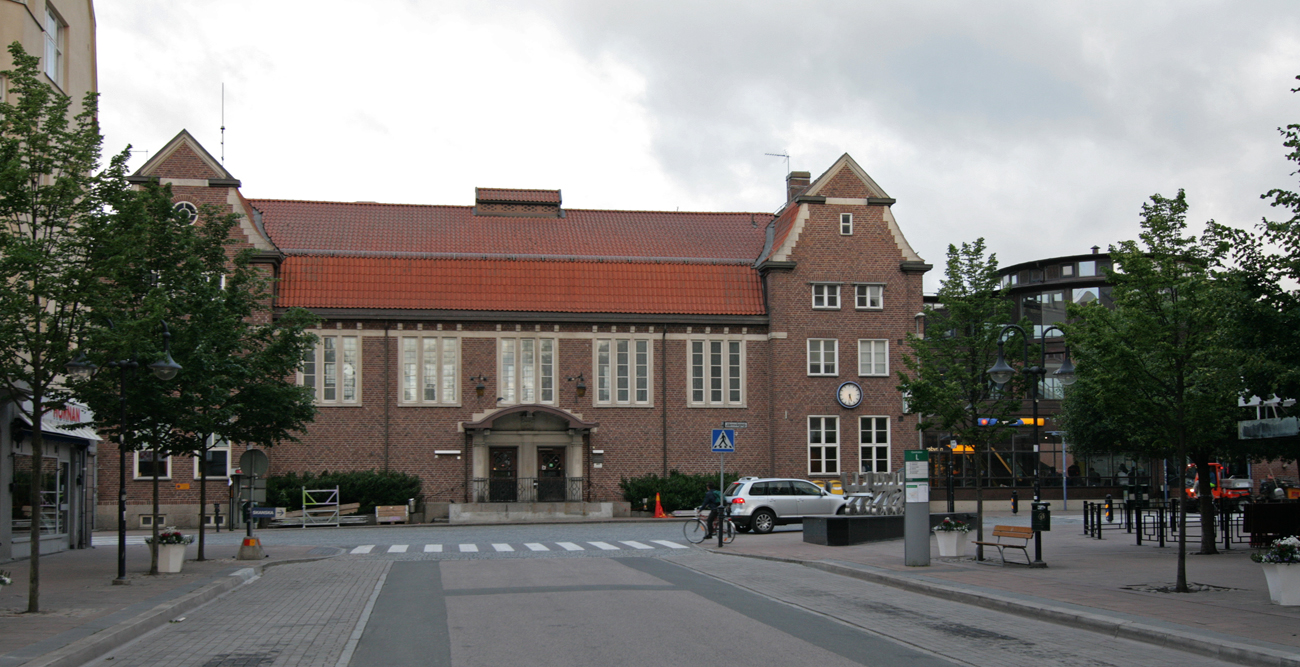
Gare d'Hässleholm
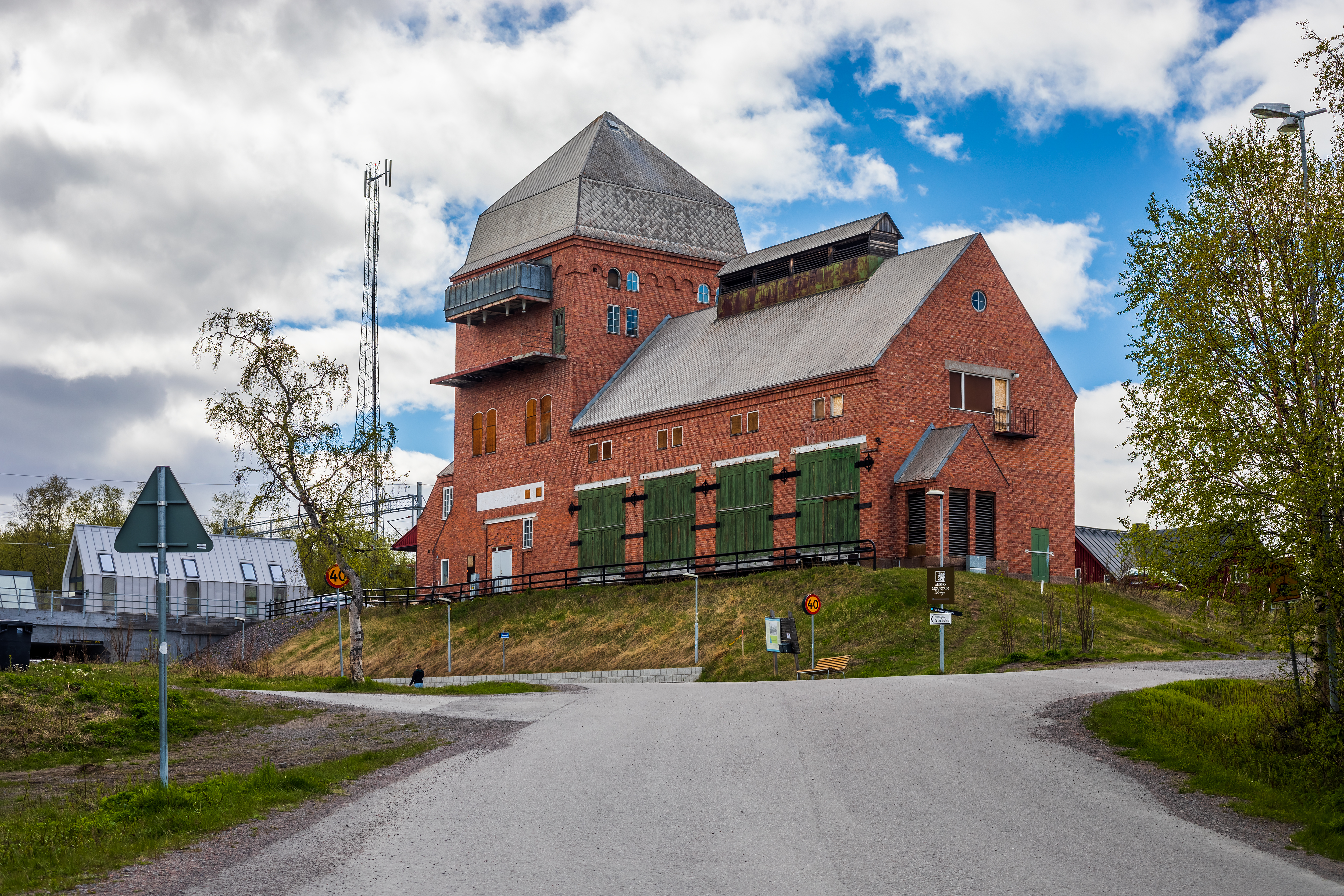
Gare d’Abisko östra